# Eduardo Viana

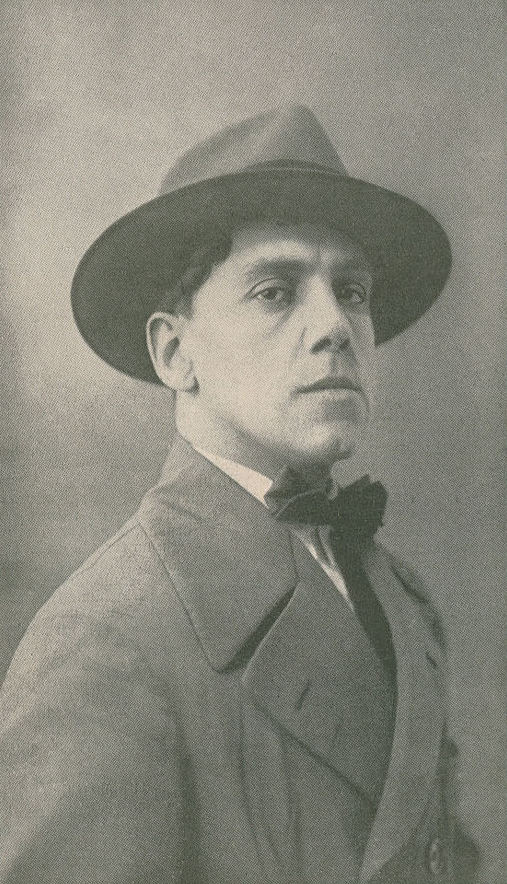
Eduardo Viana

Eduardo Afonso Viana (geboren am 28. November 1881 in Lissabon; gestorben am 21. Februar 1967 ebenda) war ein portugiesischer Maler. Er war einer der Mitglieder der ersten Generation moderner Künstler in der portugiesischen Malerei.

## Werdegang
Viana studierte an der Akademie der Schönen Künste in Lissabon als Schüler von Veloso Salgado und ab 1905 in Paris bei Jean-Paul Laurens. In den Jahren 1915 und 1916 verbrachte er seine Zeit mit Robert Delaunay und Sonia Delaunay in Vila do Conde. Seine erste Ausstellung hielt Viana 1920 in Porto.
Nach einem weiteren Aufenthalt in Paris und Brüssel in den Jahren von 1930 bis 1940, kehrte er nach Portugal zurück, wo er vereinsamt lebte und hauptsächlich Stillleben malte.

## Werke
- Louça de Barcelos, 1915
- A revolta das bonecas, 1916
- K4 Quadrado Azul, 1916
- La Petite, 1916
- Nu, 1925
- Composição, 1947
- Pousada de Ciganos, 1923
- A ponte de D. Maria,  1925